# Partia Republikańska (Białoruś)
Partia Republikańska (biał. Рэспубліканская партыя, Respublikanskaja partyja, ros. Республиканская партия, Riespublikanskaja partija) – partia polityczna na Białorusi. Jej przewodniczącym jest Uładzimir Biełazor, a organem kierowniczym – Centralny Zarząd. Partia deklaruje posiadanie w swych szeregach ponad 9000 członków, co oznacza, że jest drugą pod względem wielkości partią na Białorusi. Jednak zdaniem białoruskiego historyka Ihara Lalkoua, należy do tzw. partii-fantomów, których działalność ogranicza się do pracy ich liderów i pewnej szczątkowej aktywności w czasie kampanii wyborczych.

## Program
Deklarowanym celem partii jest odrodzenie i stworzenie silnego, suwerennego, demokratycznego państwa, zintegrowanego w wystarczającym stopniu z republikami byłego ZSRR i krajami Zachodu, zabezpieczenie wysokiego standardu jakości życia człowieka; budowa gospodarki na zasadniczo nowych podstawach, opartej na mechanizmach rynkowych, zabezpieczającej realne dopełnienie politycznej suwerenności Republiki Białorusi i dobrobytu jej ludu; bezwzględne przestrzeganie praw człowieka na Białorusi.
Zdaniem Ihara Lalkoua, partia we wszystkich aspektach życia społeczno-politycznego popiera stanowisko prezydenta Alaksandra Łukaszenki.

### Polityka zagraniczna
Partia w swoim programie opowiada się za wzmocnieniem współpracy z byłymi republikami ZSRR, z krajami wszystkich kontynentów, ich związkami i wspólnotami, organizacjami międzynarodowymi. W listopadzie 2004 roku opublikowana została Odezwa do narodu rosyjskiego, podpisana przez przewodniczących szeregu partii proprezydenckich, w tym Partii Republikańskiej. W dokumencie tym sygnatariusze jednoznacznie poparli integrację Białorusi i Rosji, w ostrych słowach krytykując Zachód i siły prozachodnie w kraju.

## Historia
Utworzona 12 marca 1993 roku. Zarejestrowana 25 maja 1994 roku. Pomyślnie przeszła obowiązkową ponowną rejestrację 30 września 1999 roku. Nigdy nie zdołała uzyskać mandatów w wyborach do parlamentu. Wybory w latach 2000, 2004 i 2008 zostały uznane przez OBWE za niedemokratyczne, zatem ich oficjalne wyniki nie muszą odzwierciedlać rzeczywistego poparcia dla partii w białoruskim społeczeństwie.